# Hemidactylus curlei
Hemidactylus curlei är en ödleart som beskrevs av  Parker 1942. Hemidactylus curlei ingår i släktet Hemidactylus och familjen geckoödlor. Inga underarter finns listade i Catalogue of Life.